# Meunasah Baro (Muara Batu)
Meunasah Baro is een bestuurslaag in het regentschap Aceh Utara van de provincie Atjeh, Indonesië. Meunasah Baro telt 1258 inwoners (volkstelling 2010).